# Marc Descheemaecker

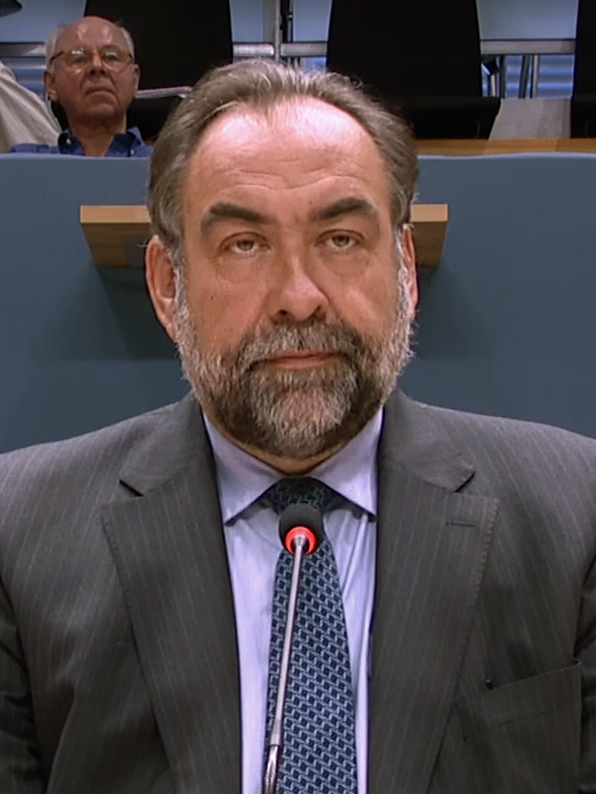
Marc Descheemaecker (2015)

Marc Descheemaecker (Mortsel, 12 augustus 1955) is een Belgische bedrijfsleider. Hij was van 2005 tot 2013 afgevaardigd bestuurder van de NMBS, van 2013 tot 2021 voorzitter van de raad van bestuur van Brussels Airport en van eind 2014 tot begin 2022 voorzitter van de raad van bestuur van vervoermaatschappij De Lijn. Sinds begin 2022 is hij voorzitter van Lantis.

## Levensloop
Marc Descheemaecker volbracht zijn middelbare studies aan het Koninklijk Atheneum in Berchem. Hij promoveerde in 1977 tot licentiaat in de toegepaste economische wetenschappen aan de Ufsia in Antwerpen. Hij studeerde ook Europese economie aan het Europacollege in Brugge. Tijdens zijn studies kluste hij als handlanger in de Antwerpse haven en als verslaggever bij Gazet van Antwerpen.
Hij begon zijn loopbaan bij managementadviseur McKinsey en vervolgens bij gereedschappenmaker Black & Decker, tapijtproducent Prado, de groep Vendex (zitmeubelketen Lederland en schoonmaakbedrijf Cemstobel). Die laatste twee bedrijven waren onderdeel van de Nederlandse groep Vendex. Toen Vendex in 1999 zijn schoonmaakdochter Abilis, waar ook Cemstobel toe behoorde, aan de Deense schoonmaakgroep ISS verkocht, kreeg Descheemaecker - mede door zijn talenkennis - de leiding over ISS België. In 2001 was Abilis/ISS uitgegroeid tot een groep met meer dan 12.000 werknemers in België en Descheemaecker werd bevorderd tot lid van het internationale directiecomité, met basis in Kopenhagen, waar hij verantwoordelijk werd voor een aantal internationale activiteiten.
In 2000 was hij initiatiefnemer van "Ondernemers tegen Racisme". Als ondervoorzitter van VEV-Voka stond hij in 2003 mee aan de wieg van "Jobkanaal", waarvan hij verschillende jaren voorzitter was. Hij spreekt meerdere talen zoals Duits, Engels, Frans en Nederlands vloeiend.

### NMBS
In november 2002 werd Descheemaecker door Karel Vinck aangezocht om de noodlijdende NMBS-vrachtdivisie B-Cargo te leiden. Begin 2005 werd de NMBS in drie delen gesplitst. De NMBS-Holding overkoepelde infrastructuurbeheerder Infrabel en spoorwegmaatschappij NMBS. Descheemaecker leidde deze laatste. Hij is dan ook bestuurder van Eurostar en van BIAC, de exploitant van de luchthaven van Zaventem sinds 1998.
Hij is een bekende personaliteit in België, waar hij vaak op tv en in de kranten de problemen (en tekortkomingen), ook soms de realisaties van de spoorwegmaatschappijen in dit land komt uitleggen. Hij moderniseerde onder meer de verouderde treinvloot van NMBS, verminderde de personeelseffectieven met bijna 20%, realiseerde een passagiersgroei van meer dan 60%, rendabiliseerde de Eurostarparticipatie van NMBS, verzelfstandigde in 2010 NMBS Logistics, bracht de Thalysactiviteiten in een nieuw rendabel internationaal treinbedrijf met SNCF en stelde in 2013 een nieuw transportplan voor dat de stiptheid significant zou verbeteren. Opvallend was ook de Fyrasaga: Descheemaecker slaagde erin om dit in 2003 opgestart catastrofale project van een hogesnelheidstreinverbinding tussen Brussel en Amsterdam af te voeren zonder negatieve financiële impact voor de NMBS, daar waar het Nederlandse NS honderden miljoenen euro verloor. Maar onder meer door de sterke reizigersgroei en een aantal nieuwe fenomenen zoals kabeldiefstallen daalde de stiptheid voor neutralisatie van het reizigersverkeer van meer dan 93% in 2004 naar het historisch dieptepunt van 85,6% in 2013, daalde de algemene klantentevredenheid van rond de 7,5 op 10 in 2004 naar rond de 6,5 in 2013 en werden de schulden met goedkeuring van de regering opgebouwd met 1,6 miljard euro vooral door de debudgetering van de spoorinvesteringen door de opeenvolgende regeringen.
In 2013 werd Descheemaecker aangesteld als voorzitter van de raad van bestuur van Brussels Airport, de opvolger van BAC, waar hij al sinds 1998 bestuurder was. Hij was kandidaat om de nieuwe NMBS-structuur te leiden, maar bij een aanslepende benoemingsronde werd hij niet gekozen voor die functie. Op 13 november 2013 verliet hij de NMBS. De raad van bestuur benoemde hem tot ere-afgevaardigd bestuurder. Hij bleef echter wel nog bestuurslid bij NMBS Logistics, de goederenafdeling van het bedrijf, voorheen bekend als B-Cargo. In 2014 nam hij ontslag, nadat hij daartoe aangespoord was door de NMBS-leiding. Reden daarvoor is het verschijnen van zijn boek Dwarsligger (zie verder), waarin hij zich kritisch uitliet over de rol van de politiek binnen de NMBS. In december 2016 besliste de regering om hem opnieuw te benoemen als NMBS-bestuurder, in opvolging van Eddy Bruyninckx, de Antwerpse havenbaas, die op pensioen ging. Binnen de raad van bestuur werd hij tevens aangesteld als voorzitter van het auditcomité. Zijn mandaat eindigde in mei 2021. Ook zijn mandaat bij BAC eindigde toen en kreeg geen verlenging door een veto van de federale regering, hoewel alle andere aandeelhouders (75% stemrechten) hem voor een nieuw mandaat hadden voorgedragen. De Vlaamse Regering besliste op 10 november 2022 om hem voor te dragen als haar vertegenwoordiger in de raad van bestuur van NMBS. De federale regering publiceerde echter geen benoemings-KB.

### Politiek
In 2014 werd hij door N-VA voorgedragen als Europees lijstduwer bij de Europese verkiezingen voor de partij, maar hij werd niet verkozen ondanks bijna 80.000 voorkeurstemmen. Voorheen stond hij bekend als iemand met een Open Vld-signatuur.
In oktober 2014 werd hij door de Vlaamse regering-Bourgeois benoemd als bestuurder van Vitrufin, de holding boven Ethias. Diezelfde maand werd hij eveneens bestuurder van de Vlaamse investeringsmaatschappij Gimv. Eind 2014 werd hij gedurende enkele maanden tijdelijk voorzitter van het managementcomité bij de Hoge Raad voor Diamant, waar hij reeds onafhankelijk bestuurder was, en werd hij door de Vlaamse regering gekozen als voorzitter van de raad van bestuur van De Lijn. In april 2015 werd hij vanwege de federale regering bestuurder bij de Europese Investeringsbank. In april 2016 werd hij door de voorzitter van EIB voorgedragen als bestuurder bij EIF, het Europees investeringsfonds. Na 8 jaar gaf hij voor beide Europese instellingen onverwacht zijn ontslag in november 2022.
Namens de N-VA werd hij eind 2016 voorgedragen als lid van de raad van bestuur van de NMBS. In mei 2017 wordt Descheemaecker aangezocht als bestuurder van de verzekeringsgroep Ethias. Tijdens de verkiezingen van mei 2019 steunde Descheemaecker de N-VA als lijstduwer bij de opvolgers op de Europese lijst. Hij haalde 34.262 voorkeursstemmen vanop deze onverkiesbare plaats.
Op 18 februari 2022 volgde Johan Sauwens hem op als voorzitter van de raad van bestuur van De Lijn. Descheemaecker bleef op vraag van de Vlaamse regering wel ondervoorzitter tot april 2025, waarna hij bestuurder bleef. Hij werd op 17 december 2021 door de Vlaamse regering voorgedragen als bestuurder van Oosterweelbouwheer Lantis. Hij werd vervolgens in opvolging van David Van Herreweghe voorzitter van het overheidsbedrijf Lantis. In mei 2022 werd hij bij het internationale adviesbureau Ecorys lid van de adviesraad. In mei 2023 werd hij gecoöpteerd als bestuurder bij het Luikse informaticabedrijf NRB.
Bij de federale verkiezingen van 2024 duwde Descheemaecker de kandidatenlijst voor N-VA in West-Vlaanderen, zonder verkozen te raken.
In Middelkerke kwam hij in 2024 op voor de gemeenteraadsverkiezingen voor N-VA. Hij raakte als enige van de lijst verkozen. Hij vormt met LDD van burgemeester Jean-Marie Dedecker een coalitie die 13 zetels op 25 heeft. Daarin wordt Descheemaecker eerste schepen in het college.

## Dwarsligger
In 2014 publiceerde Descheemaecker het boek Dwarsligger - Achter de schermen van de NMBS. Daarin geeft hij een inkijk in zijn voormalige rol als CEO van de spoorwegmaatschappij. Hij hekelt de invloed van de vakbonden en van de politiek in het bedrijf. Vooral Johan Vande Lanotte krijgt een veeg uit de pan. Het boek was even het meest verkochte boek in België en stond zeven weken in de top tien non-fictie.
Eind januari 2024 publiceert uitgeverij Ertsberg zijn tweede boek: Dood Spoor: ideeën van een dwarsligger. Hij haalt hierin scherp uit naar het mobiliteitsbeleid in België en stelt ook enkele maatregelen voor om tot een brede modal shift te komen.

## Publicaties
- Dwarsligger - achter de schermen van de NMBS, Uitgeverij Van Halewyck, 2014, ISBN 978-94-6131-291-4
- Dood spoor - ideeën van een dwarsligger, Ertsberg, 2024, ISBN 9778-94-6475-058-4